# Grup de la quintinita
El grup de la quintinita és un grup de minerals que forma part del supergrup de la hidrotalcita. Els seus membres són:
| Caresita         | Fe₄2+Al₂(OH)₁₂[CO₃] · 3H₂O |
| Charmarita       | Mn₄2+Al₂(OH)₁₂[CO₃] · 3H₂O |
| Clormagaluminita | Mg₄Al₂(OH)₁₂Cl₂ · 3H₂O     |
| Comblainita      | Ni₄Co₂(OH)₁₂[CO₃] · 3H₂O   |
| Quintinita       | Mg₄Al₂(OH)₁₂[CO₃] · 3H₂O   |
| Zaccagnaïta      | Zn₄Al₂(OH)₁₂[CO₃] · 3H₂O   |